# Le Grand Art
Le Grand Art (sous-titré Mœurs de théâtre, journal d'une actrice) est le premier roman d'Alexandra David-Néel longtemps inédit, publié en 2018 aux éditions du Tripode. Jacqueline Ursch, présidente de l'association Alexandra David-Néel en signe l'introduction. Samuel Thévoz en a composé une édition critique et la postface.

## Origine
Alexandra David-Néel rédige l'ouvrage entre 1901 et 1902. Elle l'adresse aux éditeurs en 1903. En 1904, alors qu'elle va épouser Philippe Néel, elle renonce à le publier, en raison de passages « trop autobiographiques, ».